# Stenichneumon
Stenichneumon är ett släkte av steklar som beskrevs av Thomson 1893. Stenichneumon ingår i familjen brokparasitsteklar.
Kladogram enligt Catalogue of Life och Dyntaxa:
| Stenichneumon | \| \| Stenichneumon affinis \| \| \| \| \| \| Stenichneumon alpicola \| \| \| \| \| \| Stenichneumon annulicornis \| \| \| \| \| \| Stenichneumon appropinquans \| \| \| \| \| \| Stenichneumon crenatus \| \| \| \| \| \| Stenichneumon culpator \| \| \| \| \| \| Stenichneumon ephippiatus \| \| \| \| \| \| Stenichneumon exquisitus \| \| \| \| \| \| Stenichneumon exsculptus \| \| \| \| \| \| Stenichneumon flavolineatus \| \| \| \| \| \| Stenichneumon inexspectatus \| \| \| \| \| \| Stenichneumon laetabilis \| \| \| \| \| \| Stenichneumon maculiceps \| \| \| \| \| \| Stenichneumon maculitarsis \| \| \| \| \| \| Stenichneumon militarius \| \| \| \| \| \| Stenichneumon nigriorbitalis \| \| \| \| \| \| Stenichneumon odaiensis \| \| \| \| \| \| Stenichneumon pallidipennis \| \| \| \| \| \| Stenichneumon posticalis \| \| \| \| \| \| Stenichneumon ringii \| \| \| \| \| \| Stenichneumon salvus \| \| \| \| \| \| Stenichneumon seticornis \| \| \| \| \| \| Stenichneumon ussuriensis \| \| \| \| |
|               | \| \| Stenichneumon affinis \| \| \| \| \| \| Stenichneumon alpicola \| \| \| \| \| \| Stenichneumon annulicornis \| \| \| \| \| \| Stenichneumon appropinquans \| \| \| \| \| \| Stenichneumon crenatus \| \| \| \| \| \| Stenichneumon culpator \| \| \| \| \| \| Stenichneumon ephippiatus \| \| \| \| \| \| Stenichneumon exquisitus \| \| \| \| \| \| Stenichneumon exsculptus \| \| \| \| \| \| Stenichneumon flavolineatus \| \| \| \| \| \| Stenichneumon inexspectatus \| \| \| \| \| \| Stenichneumon laetabilis \| \| \| \| \| \| Stenichneumon maculiceps \| \| \| \| \| \| Stenichneumon maculitarsis \| \| \| \| \| \| Stenichneumon militarius \| \| \| \| \| \| Stenichneumon nigriorbitalis \| \| \| \| \| \| Stenichneumon odaiensis \| \| \| \| \| \| Stenichneumon pallidipennis \| \| \| \| \| \| Stenichneumon posticalis \| \| \| \| \| \| Stenichneumon ringii \| \| \| \| \| \| Stenichneumon salvus \| \| \| \| \| \| Stenichneumon seticornis \| \| \| \| \| \| Stenichneumon ussuriensis \| \| \| \| |
|               | Stenichneumon affinis |
|               | |
|               | Stenichneumon alpicola |
|               | |
|               | Stenichneumon annulicornis |
|               | |
|               | Stenichneumon appropinquans |
|               | |
|               | Stenichneumon crenatus |
|               | |
|               | Stenichneumon culpator |
|               | |
|               | Stenichneumon ephippiatus |
|               | |
|               | Stenichneumon exquisitus |
|               | |
|               | Stenichneumon exsculptus |
|               | |
|               | Stenichneumon flavolineatus |
|               | |
|               | Stenichneumon inexspectatus |
|               | |
|               | Stenichneumon laetabilis |
|               | |
|               | Stenichneumon maculiceps |
|               | |
|               | Stenichneumon maculitarsis |
|               | |
|               | Stenichneumon militarius |
|               | |
|               | Stenichneumon nigriorbitalis |
|               | |
|               | Stenichneumon odaiensis |
|               | |
|               | Stenichneumon pallidipennis |
|               | |
|               | Stenichneumon posticalis |
|               | |
|               | Stenichneumon ringii |
|               | |
|               | Stenichneumon salvus |
|               | |
|               | Stenichneumon seticornis |
|               | |
|               | Stenichneumon ussuriensis |
|               | |

## Bildgalleri

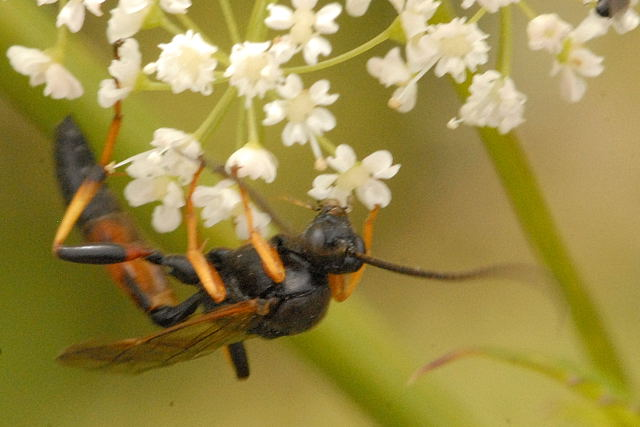
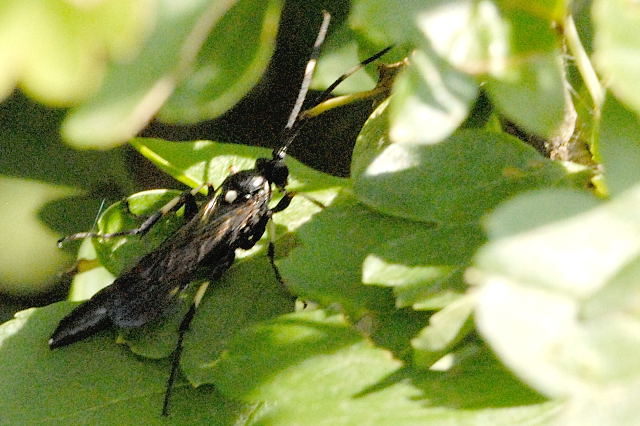
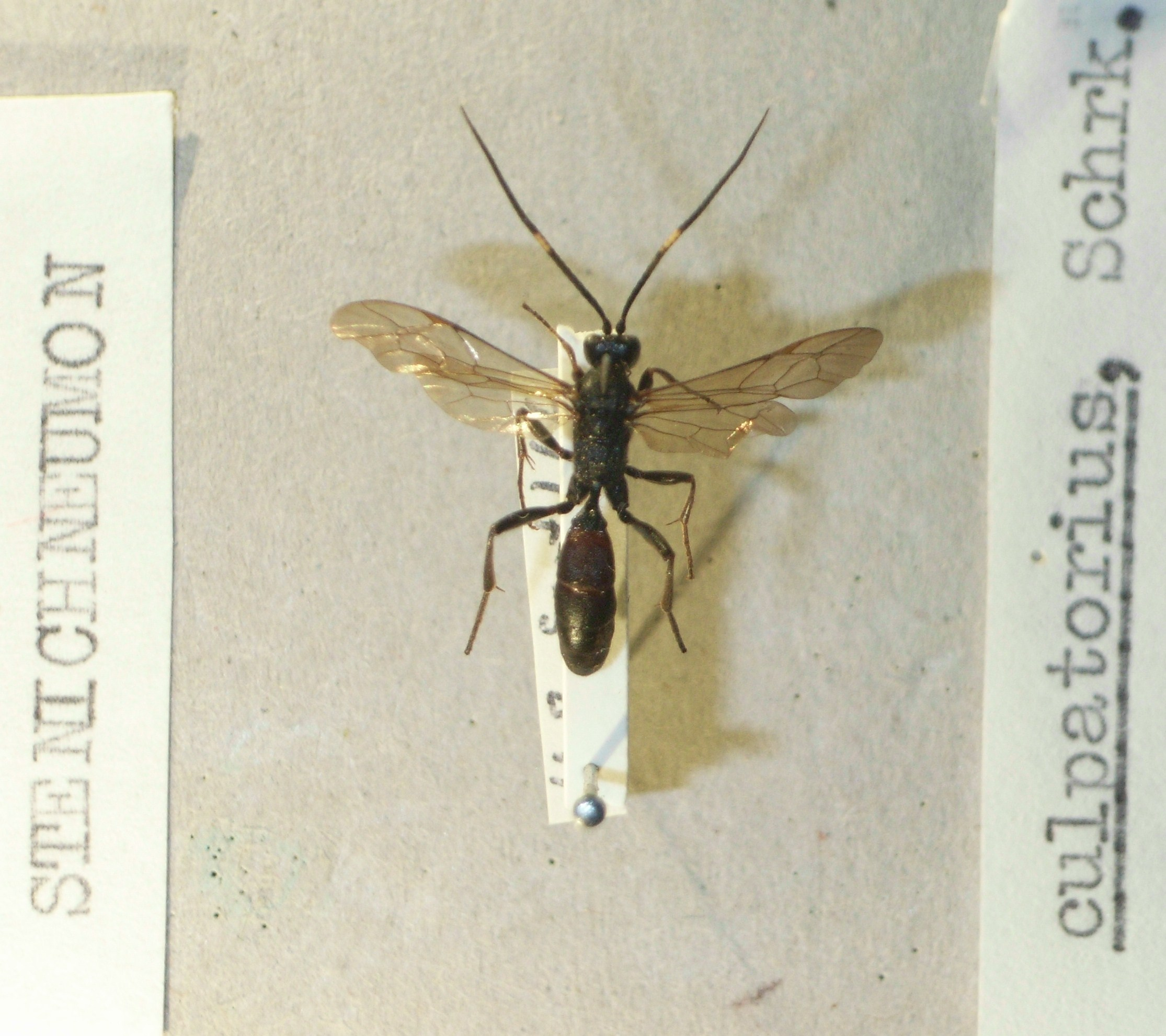
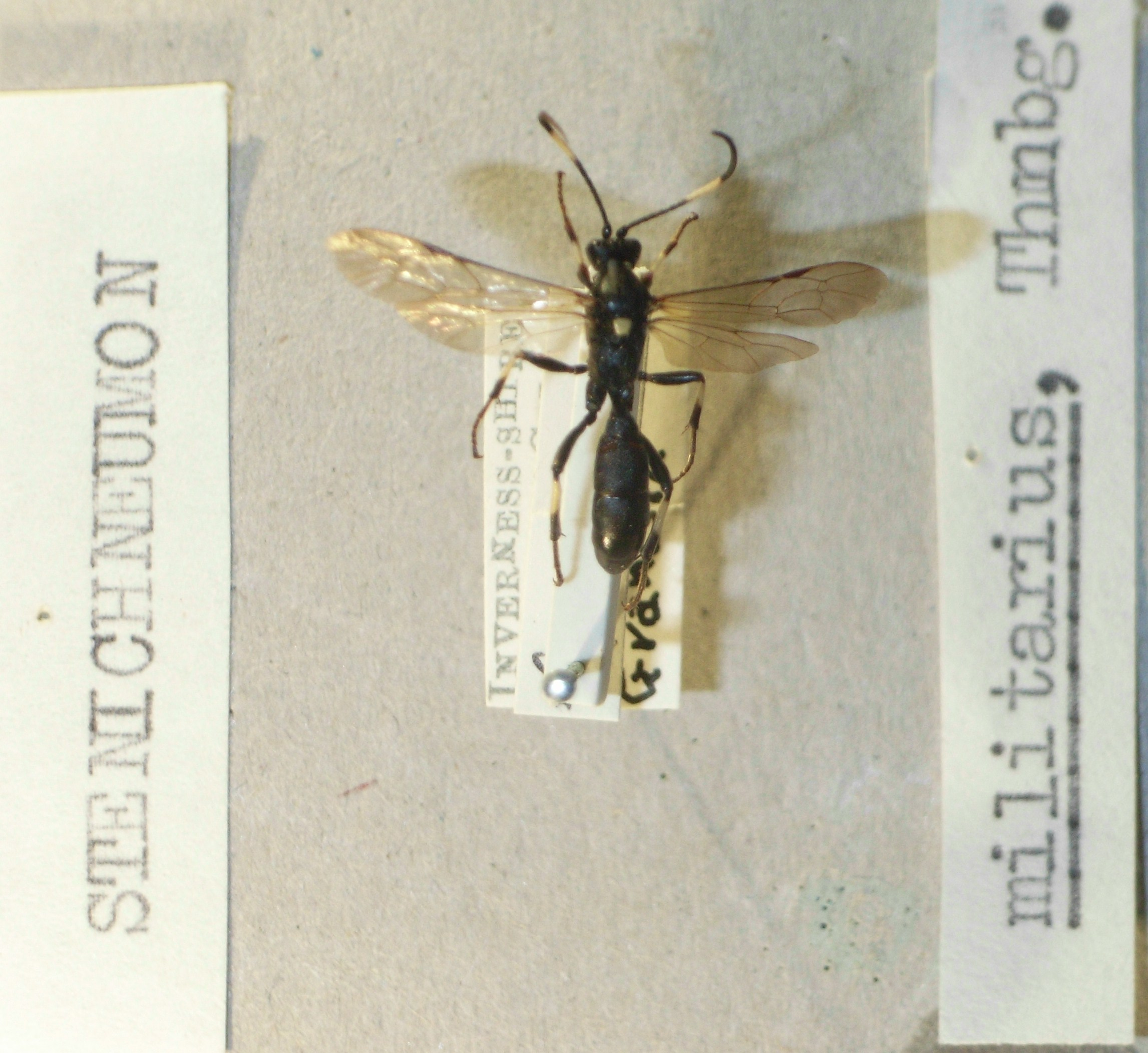